# Я бачив світло
«Я бачив світло» (англ. I Saw the Light) — американський біографічно-драматичний фільм, знятий Марком Абрагамом. Світова прем'єра стрічки відбулась 11 вересня 2015 року на міжнародному кінофестивалі в Торонто, а в Україні — 30 жовтня 2015 року на Київському міжнародному кінофестивалі «Молодість». Фільм розповідає про американського кантрі-співака Генка Вільямса.

## У ролях
- Том Гіддлстон — Генк Вільямс
- Елізабет Олсен — Одрі Вільямс
- Медді Гассон — Біллі Джин
- Бредлі Вітфорд
- Девід Крумгольц
- Черрі Джонс